# Combe Almer
Combe Almer – osada w Anglii, w hrabstwie Dorset. Leży 25 km na północny wschód od miasta Dorchester i 161 km na południowy zachód od Londynu.